# Maria Álvarez Tubau
Maria Álvarez Tubau (Madrid, 4 maggio 1854 – Madrid, 13 marzo 1914) è stata un'attrice teatrale spagnola.

## Biografia
Amica della grande attrice María Guerrero, divenne nota come interprete del drammaturgo francese Victorien Sardou e di Hermann Sudermann.
Nel 1891 fu definita "Dottoressa in Arte Drammatica" in un documento pubblico firmato da José Zorrilla, Gaspar Núñez de Arce, Campoamor, Emilio Castelar, José Echegaray y Eizaguirre, e da altri giornalisti, politici e intellettuali.